# アジア無線
アジア無線株式会社（アジアむせん）は、かつて存在した日本の家電量販店である。2005年に破産。

## 概説・沿革
アジア無線は1963年に創業、1974年12月に株式会社に改組した、東京・秋葉原に本拠を置く中堅家電量販店である。最盛期の1985年10月期の売上高は48億円、店舗は秋葉原以外にもスーパー飯田百貨店のテナントに入るなどして、都内7箇所、朝霞市、川口市、市川市などに展開していた。
しかし、その後の家電不況で業績が低迷、銀行借り入れに頼った拡張路線がここで裏目に出て経営不振に陥った。経営合理化策を打ち出す余力も残っていなかったアジア無線を救済するため、同社メインバンクの要請で、1991年11月に同業大手のラオックスが商品の委託販売契約を締結して支援に乗り出した。これにより事実上ラオックスの傘下となり、同社支援の下で立て直しを行っていくはずであったが、秋葉原に3店舗あったアジア無線の店舗も1993年に閉店し、秋葉原での家電販売から撤退した。その後、実質休眠状態になっていたが、2005年6月29日に東京地方裁判所より破産手続開始決定を受けた。

### 創業者
創業者の岸豊は福井県出身。1955年に関西学院大学商学部を卒業し、同年、電設資材商社の因幡電機産業株式会社に入社。薬局の有美産業株式会社（東京・千代田区）に転じた後、1963年にアジア無線を創業。1974年に株式会社に改組して代表取締役社長に就任した。
アジア無線を中堅家電量販店に急成長させたものの経営不振を招いた要因について、日経流通新聞の取材に対し岸は、「経営不振の最大要因は先行投資負担。店頭での商売のやり方も知らぬうちにおかしくなっていた。すべて私の指導力不足のせいだ」と語っている。

## 店舗展開
- 東京都
  - 秋葉原1号店 - 千代田区外神田一丁目11-9 第2中栄ビル[11]。1985年頃にナカウラ工具センター跡に開店[注 1]、本社事務所も同ビルに移転した[注 2]。1993年6月に閉店[6]、その後ソフマップ秋葉原13号店[注 3]、そして秋葉館となり、現在は買取販売市場ムーランAKIBA中央通り店。
  - 秋葉原2号店 - 千代田区外神田一丁目15-6のミツウロコビル[注 4]1階[16][注 5]。現在はエスパス日拓秋葉原駅前店。
  - 秋葉原3号店 - 千代田区外神田四丁目5-4 亀松ビル[注 6]内にあった[18][注 7]。1970年代中期に開店した[注 8]。
  - その他 - 秋葉原以外に4店舗。
  - なお、1953年から1970年代初頭にかけて、秋葉原ラジオ会館別館に「アジア無線」の屋号の電器店が入居していた[21][22]が、本項のアジア無線との関係性は不明である。
- 埼玉県
  - 朝霞市
  - 川口市
  - 浦和市
- 千葉県
  - 市川市